# USB-C

24 pin

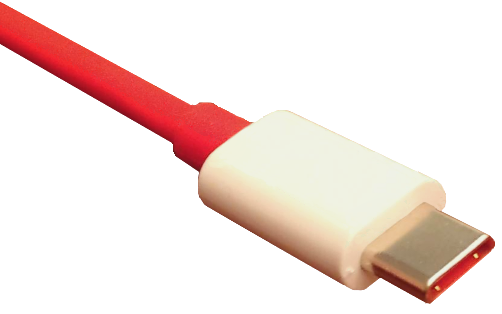
USB-C

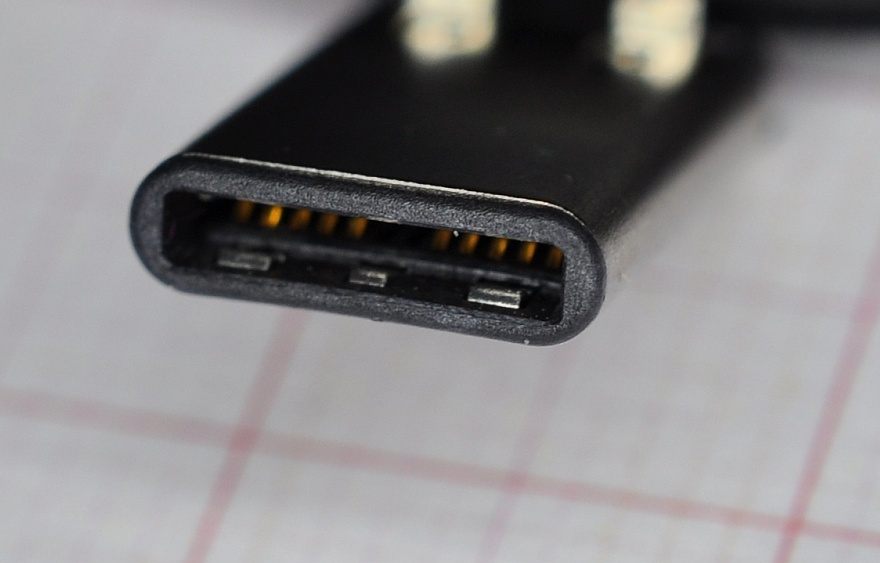
USB-C

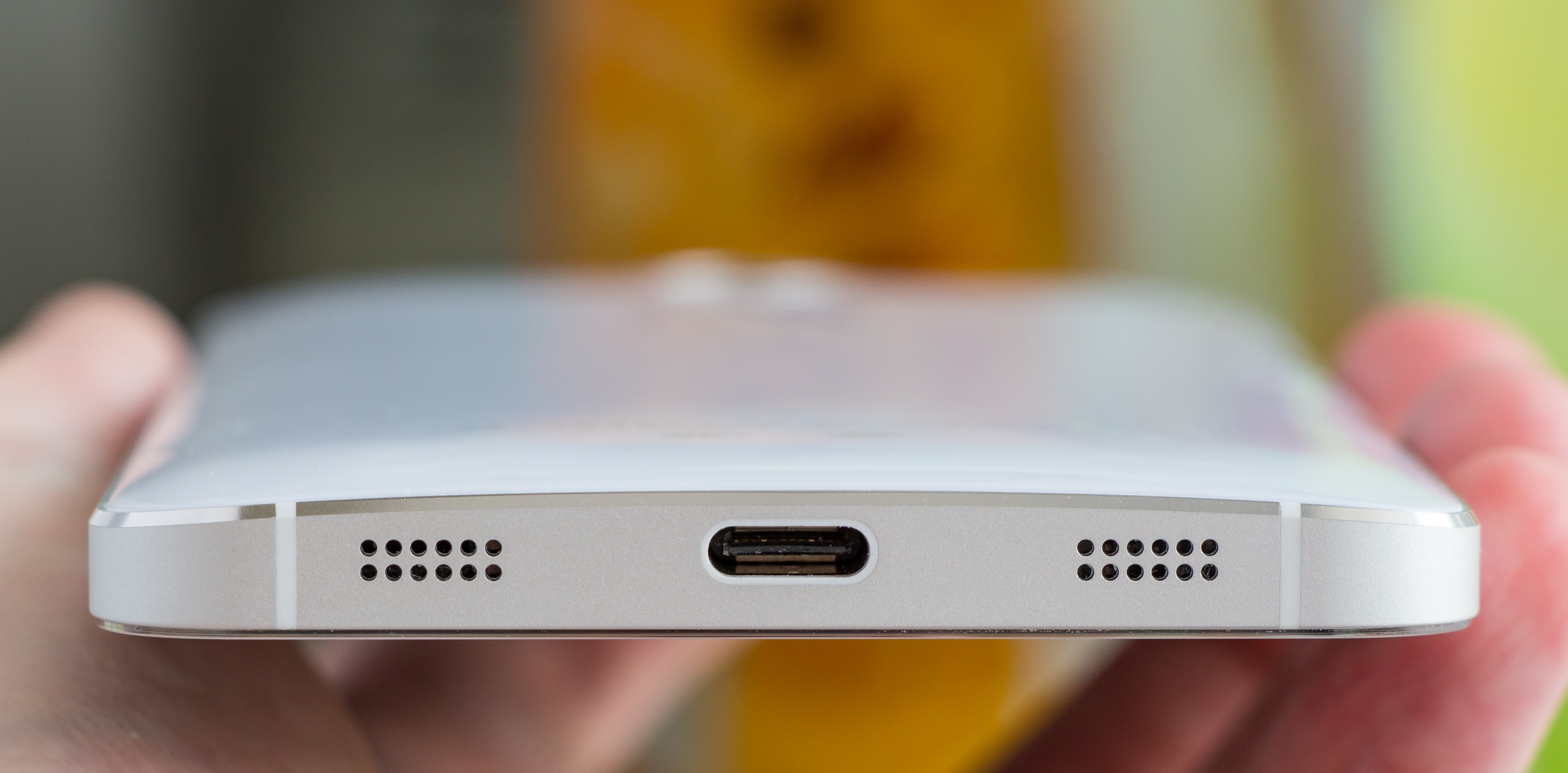
USB-С @ LeTV X600

Az USB-C egy 24 pines USB csatlakozórendszer. Mérete a micro-USB méretéhez hasonló (8,4 x 2,6 milliméter), de a csatlakozó szimmetrikus. Legalább 10 000 csatlakoztatási műveletre tervezték, így nagyon tartós, és vékony készülékek esetén is ideális.

## IEC
Elfogadása IEC szabványként:
- IEC 62680-1-3:2016 (2016-08-17, edition 1.0) "Universal serial bus interfaces for data and power - Part 1-3: Universal Serial Bus interfaces - Common components - USB Type-C™ cable and connector specification"[1]
- IEC 62680-1-3:2017 (2017-09-25, edition 2.0) "Universal serial bus interfaces for data and power - Part 1-3: Common components - USB Type-C™ Cable and Connector Specification"[2]
- IEC 62680-1-3:2018 (2018-05-24, edition 3.0) "Universal serial bus interfaces for data and power - Part 1-3: Common components - USB Type-C™ Cable and Connector Specification"[3]
- IEC 62680-1-4:2018 (2018-04-10) "Universal Serial Bus interfaces for data and power - Part 1-4: Common components - USB Type-C™ Authentication Specification"[4]

## Külső hivatkozások
- https://usb.org/usb-type-ctm-cable-and-connector-specification